# Trigonocercella
Trigonocercella – rodzaj stawonogów z wymarłej gromady trylobitów, z rzędu Asaphida.
Żył w okresie wczesnego ordowiku.